# Londons näsor

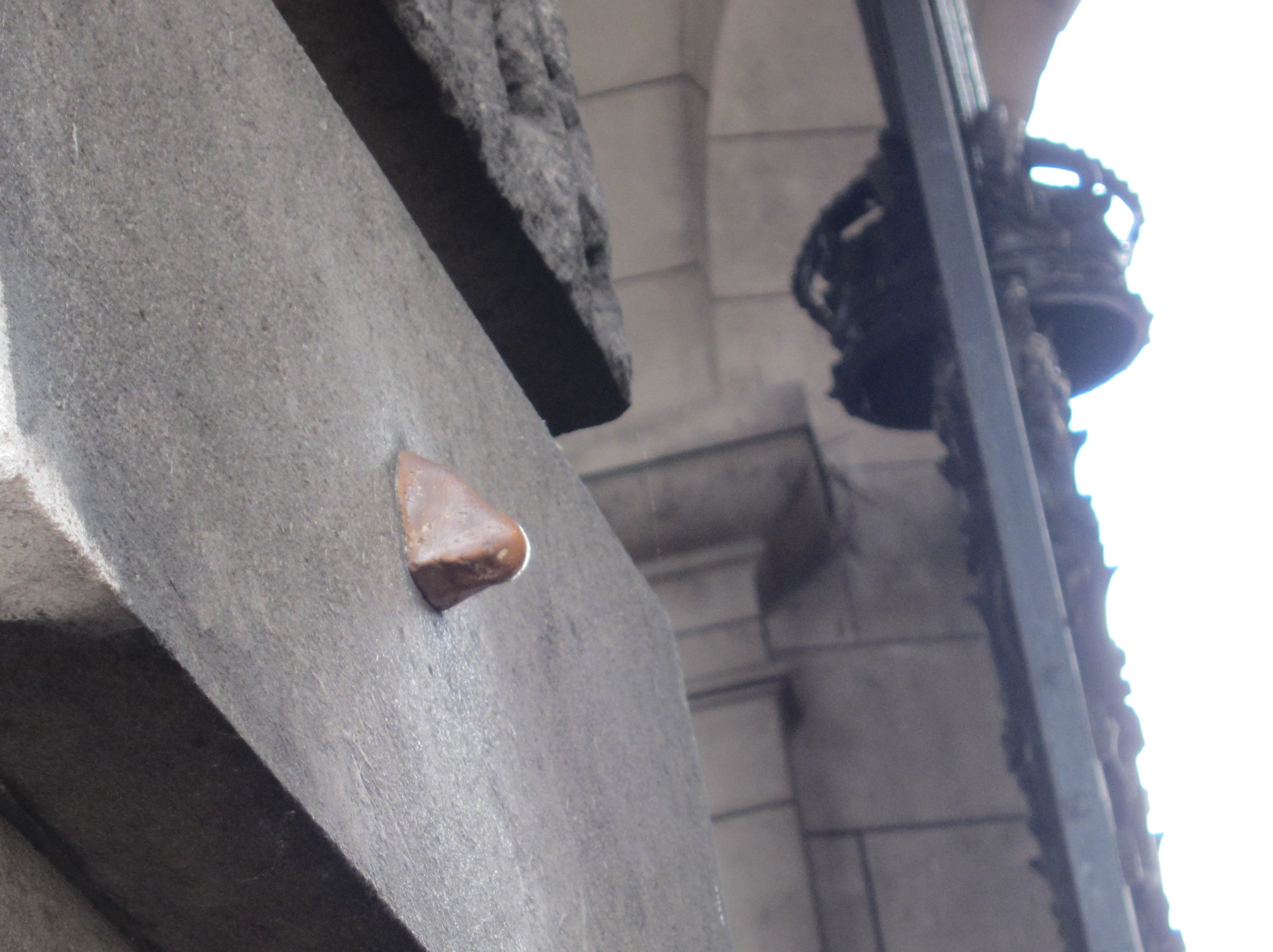
Näsan på Admiralty Arch

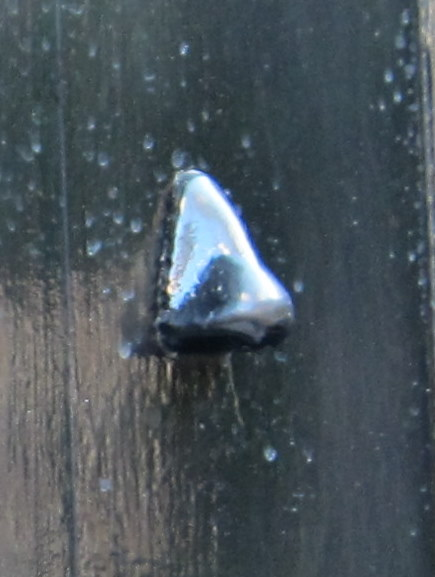
Näsan på Dean Street

Londons näsor (engelska: London Noses) eller Sohos sju näsor (Seven Noses of Soho) är en konstinstallation på olika byggnader i  London. Näsorna är gipsavgjutningar av upphovsmannens egen näsa som sticker ut från väggen på ett orimligt sätt. De skapades av konstnären Rick Buckley år 1997 som protest mot övervakningskamerorna i London. Från början fanns det omkring 35 näsor på olika byggnader som till exempel National Gallery och Tate Britain men fjorton år senare återstod bara ett tiotal.
Rick Buckley, som provocerades av  kameraövervakningen överallt i London, satte upp näsorna "under näsan på" kamerorna. Han berättade inte för någon om upptåget och snart började myter om näsornas ursprung att dyka upp. Till exempel att näsan på insidan av Admiralty Arch var till för att driva med Napoleon och att kavalleriet från näraliggande Horse Guards Parade gnuggade på den när de passerade. En annan myt var den att om man hittade alla "Sohos sju näsor" så skulle man bli förmögen.
Konstnären Tim Fishlock har, på samma sätt, satt upp öron på olika byggnader i London.